# Botswanatrap
De botswanatrap (Afrotis afraoides synoniem: Eupodotis afraoides) is een vogel uit de familie van de trappen (Otididae). De vogel werd in 1831 door de Schotse vogelkundige Andrew Smith geldig beschreven. Deze trap komt voor in zuidelijk Afrika.

## Kenmerken
De vogel is gemiddeld 50 cm lang en weegt 700 gram. Deze trap lijkt sterk op de zwarte trap (A. afra), maar heeft meer wit op de vleugels dat vooral in vlucht goed te zien is. Het vrouwtje is meer bruin gekleurd dan het mannetje en heeft meer spikkels op buik, borst en nek. De westelijke ondersoorten  A. a. etoschae en  A. a. damarensis zijn bleker van kleur.

## Verspreiding en leefgebied
Deze soort komt voor in zuidelijk Afrika en telt drie ondersoorten:
- A. a. etoschae: noordwestelijk Namibië en noordelijk Botswana.
- A. a. damarensis: Namibië, westelijk en centraal Botswana.
- A. a. afraoides: van zuidoostelijk Botswana tot Lesotho en noordoostelijk Zuid-Afrika.

De leefgebieden liggen in savanne, terreinen met struikgewas en droge graslanden.

## Status
De botswanatrap heeft een groot verspreidingsgebied en daardoor is de kans op de status  kwetsbaar (voor uitsterven) gering. De grootte van de wereldpopulatie is niet gekwantificeerd. De soort is nergens binnen het verspreidingsgebied schaars of zeldzaam. Om deze redenen staat de vogel als niet bedreigd op de Rode Lijst van de IUCN.